# Iaso (figlia di Asclepio)
Iaso  (in greco antico: Ἰασώ?, Iasō) o Ieso (Ἰησώ, Iēsō) è un personaggio della mitologia greca, figlia di Asclepio e di Epione.
È la dea e personificazione della guarigione ed aveva sette fratelli, Igea, Panacea, Egle,  Acheso, Telesforo, Macaone e Podalirio.

## Mitologia
Il suo nome deriva dal potere di guarigione o guaritore che possedeva il padre, e di conseguenza tutti i figli erano associati ad alcuni aspetti della salute o della guarigione.
Possedeva anche un tempio ad Oropo e dello stesso tempio Pausania il Periegeta nel secondo secolo A.C. scrisse:
L'altare mostra le parti: Una parte è dedicata ad Eracle, Zeus ed Apollo guaritore, mentre l'altra è dedicata agli eroi ed alle loro mogli. Il terzo è dedicato ad Estia, Ermes, Anfiarao ed ai figli di Anfiloco. Ma Alcmeone, a causa del contenzioso con Erifile, non è onorato né nel tempio di Anfiarao, né in quello di Anfiloco. La quarta porzione dell'altare è quella di Afrodite e Panacea, oltre a Iaso, Igea ed Atena guaritrice mentre il quinto è dedicato alle ninfe, a Pan ed ai fiumi Acheloo e Cefiso.